# Зевс (Marvel Comics)
Зевс (англ. Zeus) — вигаданий персонаж, що з'являється на сторінках американських коміксів, виданих видавництвом Marvel Comics. Зевс з Marvel Comics заснований на образі бога Зевса з давньогрецької міфології.
Рассел Кроу зобразив персонажа кіновсесвіту Marvel у фільмі «Тор: Любов і грім» (2022).

## Історія публікації
Версія Зевса з коміксів Marvel Comics заснована на однойменному божестві з давньогрецької міфології. Зевс вперше з'явився у коміксі «Venus» #5 (червень 1949) та був вигаданий Стеном Лі й Джеком Кірбі.

## Вигадана біографія
Народжений десять тисяч років тому Зевс був молодшим сином титанів Кроноса, який правив на Олімпі, та Реї. Титани були нащадками бога неба Урана та первісної богині землі Геї. Кронос повалив владу батька, смертельно поранивши його. Помираючий Уран пророкував, що Кронос також буде скинутий одним з його власних дітей. Як наслідок, при народженні кожної дитини Кронос ув'язнював немовля в Тартарі, найпохмурішій частині позавимірного підземного світу, відомого як Аїд. Нащадками, яких він відправив туди, були Аїд, Посейдон, Гера, Деметра та Гестія. Вражена жорстоким поводженням з їхніми дітьми, дружина Кроноса Рея приховала від нього свою шосту вагітність і таємно народила Зевса на горі Лікей в Аркадії, області землі, яка зараз відома як Греція. Рея віддала немовля Зевса на піклування Геї, яка сховала його на острові Крит.

## Сили й вміння
Зевс належить до позавимірної раси іншопланетян, відомих як між собою, так і смертним як олімпійці, також відомі просто як грецькі боги, греко-римські боги або римські боги. Зевс володіє силою космічного масштабу, що перевершує силу будь-якого іншого олімпійця та є рівним таким істотам, як Ґалактус, Небожителі, Незнайомець і Одін. Як і всі олімпійці, Зевс має надлюдські фізичні атрибути сили, витривалості та швидкості, хоча він сильніший за інших олімпійців, за винятком свого сина-напівбога Геркулеса. Його надшвидкість дозволяє йому бігати та літати зі швидкістю, що перевищує швидкість звуку і, можливо, досягає орбітальної швидкості, хоча він не як мутант Ртуть або його син Бог-посланець Гермес, який значно швидший за Зевса так само як Геркулес сильніший; його витривалість дозволяє йому суворо напружуватися годинами, можливо, днями, не втомлюючись. Його вища олімпійська суперсила дозволяє йому протистояти практично будь-якому надпотужному ворогу, а повна сила магії Зевса досить потужна, щоб приголомшити Ґалактуса, хоча він не є ні непереможним, ні всемогутнім, і може бути переможений старшими божествами або космічними істотами з надбожественною силою. Зевс практично безсмертний в тому сенсі, що він не старіє, має імунітет до всіх відомих хвороб і земних токсинів і його не можна вбити звичайними засобами. Він, як і всі олімпійці, може регенерувати в прискореному темпі та володіє деякою стійкістю до магії завдяки своїй божественній, потойбічній природі й вродженої стійкості.
Зевс володіє здатністю маніпулювати величезними обсягами космічної та містичної енергії для різних цілей, включаючи тимчасове посилення своїх надлюдських фізичних здібностей, вистрілювання потужних блискавок електричної силової енергії, зміну своєї форми й розмірів за бажанням, відкриття і закриття міжпросторових отворів, відправлення себе та інших через ці виміри, створення гір, наділення надлюдськими здібностями та властивостями живих істот або неживих предметів, а також здатністю генерувати велику кількість електричної енергії й розряджати її у вигляді блискавки. Зевс також може контролювати містичну життєву енергію інших олімпійських богів і в минулому він кілька разів видаляв і відновлював більшу частину божественних атрибутів свого сина Геркулеса. Зевс володіє обмеженими когнітивними здібностями, які дозволяють йому бачити різні альтернативні варіанти майбутнього. Зевс також є чудовим рукопашником, маючи у своєму розпорядженні тисячолітній досвід і практично непереможний у метанні блискавок. Зевс володіє олімпійською зброєю, виготовленою Гефестом з практично незнищенного адамантину, а іноді роз'їжджає на містичній колісниці, запряженій чарівними кіньми, здатними літати й перетинати виміри.

## Нагороди
- 2019: CBR поставив Зевса на 2-місце в їхньому списку «Marvel Comics: 10 наймогутніших олімпійців»[4].
- 2021: CBR поставив Зевса на 2-місце в їхньому списку «Marvel: 10 наймогутніших олімпійців»[5].
- 2022: Sportskeeda поставив Зевса на 2-місце в їхньому списку «10 найкращих грецьких божеств, які є в коміксах Marvel»[6].
- 2022: Screen Rant помістив Зевса в їхній список «10 наймогутніших олімпійських богів у Marvel Comics»[7].

## Поза коміксами

### Телебачення
- Зевс з'явився в сегменті «Могутній Тор» анімаційного серіалу «Супергерої Marvel».
- Зевс з'явився в анімаційному серіалі «Шоу супергеройської команди», в епізоді «Підтримайте свого небесного батька», актор озвучення — Тревіс Віллінгем[8].

### Кіно

#### Кіновсесвіт Marvel
- Рассел Кроу зображує Зевса у фільмі кіновсесвіту Marvel «Тор: Любов і грім» (2022)[9]. Ця версія є гедоністичною та егоцентричною особистістю, яка більше дбає про свої оргії та служить лідером корумпованої ради у Всемогутньому місті, яка головує над богами з інших пантеонів.